# 2004年アテネオリンピックのスイス選手団
2004年アテネオリンピックのスイス選手団（2004ねんアテネオリンピックのスイスせんしゅだん）は、2004年8月13日から8月29日にかけてギリシャの首都アテネで開催された2004年アテネオリンピックのスイス選手団、およびその競技結果。

## 概要
今大会は金メダル1個、銀メダル1個、銅メダル3個の合計5個のメダルを獲得した。

## メダル
| メダル | 選手名                            | 競技   | 種目                           |
| ------ | --------------------------------- | ------ | ------------------------------ |
| 銀     | フランコ・マルブリ ブルーノ・リシ | 自転車 | 男子マディソン                 |
| 銅     | カリン・テュリヒ                  | 自転車 | 女子個人ロードタイムトライアル |